# Hermann Ohnesorge

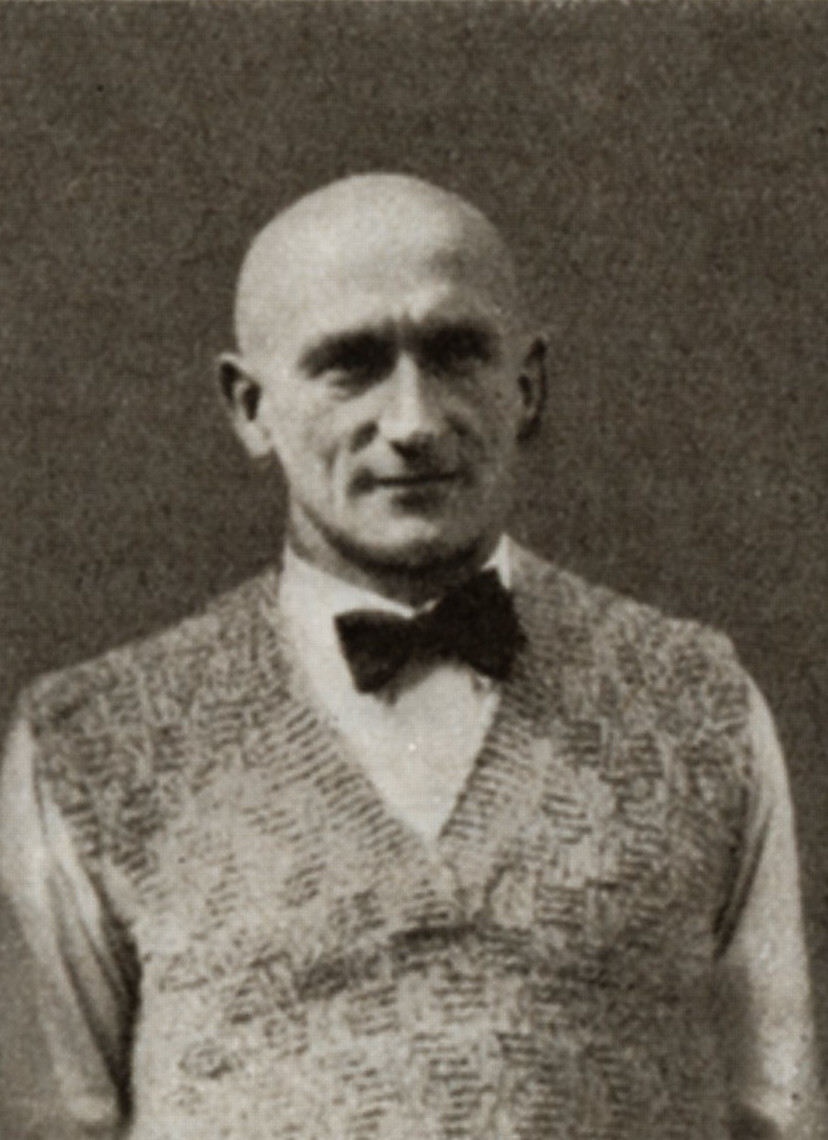
Hermann Ohnesorge, um 1933

Hermann Ohnesorge (* 16. März 1887 in Osnabrück; † 2. Februar 1967 ebenda) war ein deutscher Turnlehrer. Er gilt als Begründer des modernen Kinderturnens.

## Leben
Ohnesorge absolvierte vor dem Ersten Weltkrieg eine Ausbildung zum Turnlehrer. Später unterrichtete er an der Bürgerschule Hakenstraße in Osnabrück. Dort brachte er gymnastische Übungen in den normalen Unterricht ein: Auf seine Anregung hin sollten die Schüler zur Mitte jeder Schulstunde Turnübungen ausführen. Im MTV Osnabrück war er Turn- und Riegenführer und baute dort eine neue Abteilung für Kinderturnen auf. Dies wurde auch ein Schwerpunkt seiner weiteren wissenschaftlichen Forschungen.
Von 1927 bis 1935 war er Direktor der Deutschen Turnschule in Berlin. Während der Zeit des Nationalsozialismus bekleidete er das Amt des Reichskinderturnwarts.
Nach seiner Entnazifizierung durfte er 1947 seine Lehrtätigkeit an der Deutschen Sporthochschule in Köln aufnehmen, wo er bis 1956 einer der sechs leitenden Lehrer war.
Für seine Verdienste um den Sport in Niedersachsen wurde er 2002 in die Ehrengalerie des niedersächsischen Sports des Niedersächsischen Instituts für Sportgeschichte aufgenommen. Die Ohnesorgestraße in Osnabrück ist nach ihm benannt.

## Publikationen (Auswahl)
- Kinderturnen im NS.-Reichsbund für Leibesübungen, 1940, Deutscher Verlag
- Lustig sein – fröhlich sein! (Drehbuch), 1940–1941[7]